# فرودگاه کیوژو
فرودگاه کیوژو (به انگلیسی: Quzhou Airport) یک فرودگاه نظامی و همگانی با کد یاتا JUZ است . این فرودگاه در کشور چین قرار دارد .

## شرکت‌های هواپیمایی و مقصدهای پروازی

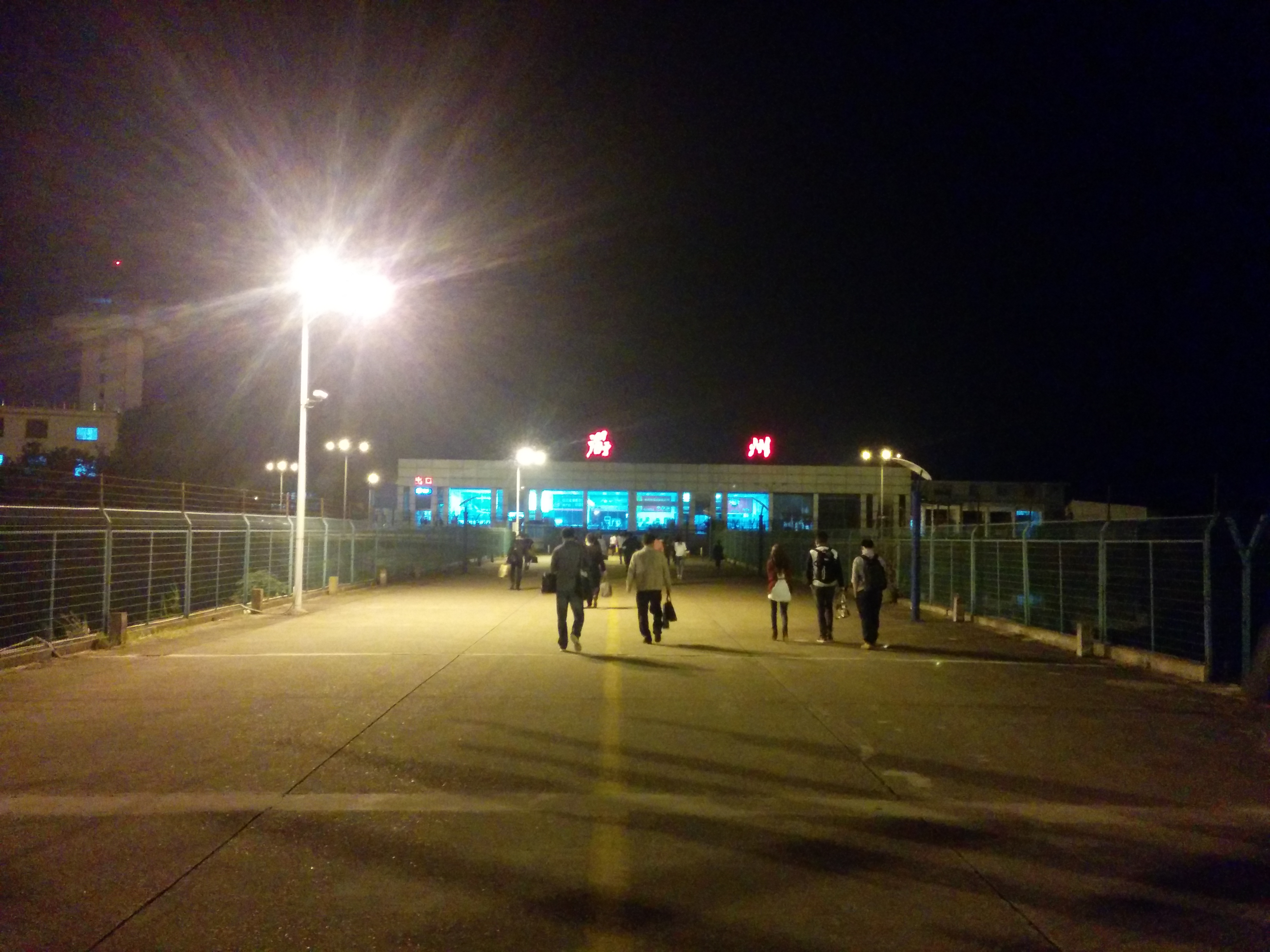
A lake separates the aircraft bays from the terminal building which is crossed by a long causeway

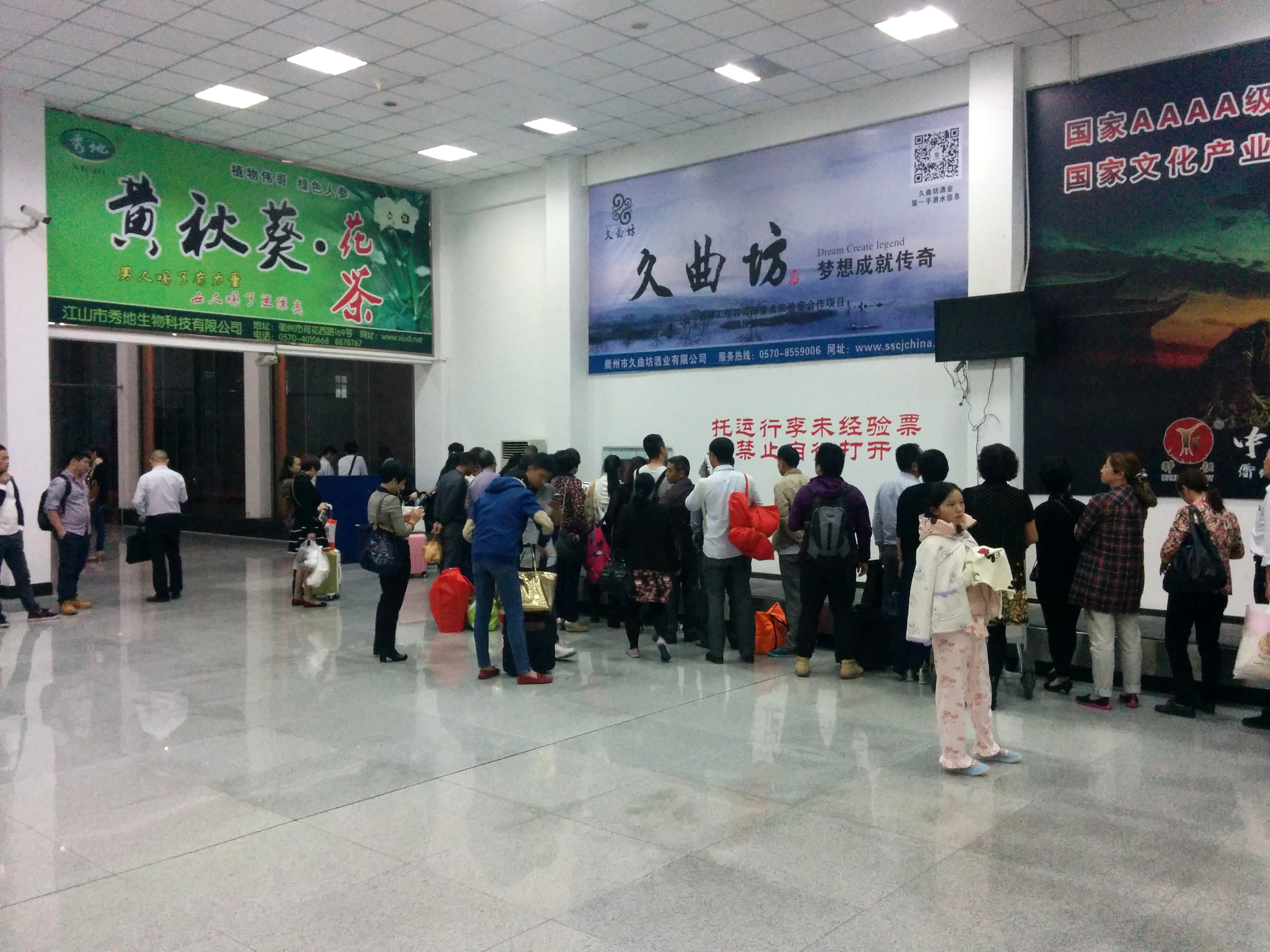
Single belt lining the western wall of Quzhou Airport

| شرکت‌های هواپیمایی      | مقصدهای پروازی |
| ---------------------- | -------------- |
| چاینا یونایتد ایرلاینز | پکن نانیوان    |
| شاندونگ ایرلاینز       | زیامن گائوچی   |
| شنژن ایرلاینز          | شنژن بن        |